# Raquel Morell
Raquel Morell (Morelia, estado de Michoacán, 4 de fevereiro de 1954) é uma atriz mexicana.

## Telenovelas
- Vencer el desamor (2020) .... Imelda
- El bienamado (2017) .... Generosa Cienfuegos
- De que te quiero, te quiero (2013-14) ...Rosa Valdez
- Amores verdaderos (2012) .... Tomásia
- Amorcito corazón (2011) .... Ernestina
- Quando me Enamoro (2010) .... Ágatha Beltran
- Las dos caras de Ana (2006) .... Rebeca
- Amor real (2003)  .... María Clara de Heredia
- Clase 406 (2003) .... Yolanda Bojórquez
- El juego de la vida (2001) .... Consuelo Duarte
- Carita de ángel (2000) .... Minerva Gamboa de Alvarado
- Locura de amor (2000) .... Paulina Hurtado
- Gotita de amor (1998) .... Bernarda
- La usurpadora (1998)....Zenaida
- Esmeralda (1997) .... Blanca De Velasco de Peñarreal
- María José (1995)
- Pobre niña rica (1995) .... Carola
- Amor de nadie (1990)  .... Gilda
- Seducción (1986)  .... Mónica

## Séries de televisão
- Mujeres asesinas (2009) .... Olga Mendoza
- La rosa de Guadalupe (2008) .... Julia
- Sexo impostor (2005)
- Pablo y Andrea (2005) .... Ellen
- Cero y van 4 (2004) .... Teresa
- Mujer, casos de la vida real (2001-2003)